# VERSUS (映画)
『VERSUS』（ヴァーサス）は、2001年製作の日本映画。監督は北村龍平。ゾンビ、ガンアクション、カンフー、ブレードバトルというB級アクションの定番素材を組み合わせたサンプリング映画。インディーズ製作としては高レベルな映像技術が注目をあつめた。

## ストーリー
囚人番号KSC2-303は、警察に護送される最中、とある組織に所属していた囚人仲間とともに脱走を果たす。しかし集合地点に居合わせた組織のヤクザ達は、早る二人に「待て」という。
やがて「ボスがつれて来いといった」女の処遇を巡って、ヤクザ達と険悪になった脱獄囚はヤクザから銃を奪い、一人を射殺する。しかし、射殺されたはずのヤクザは突如立ち上がり、脱獄囚と仲間のヤクザ達に襲い掛かった……。
背後に広がる、死者を蘇らせる「黄泉がえりの森」に女を連れて飛び込む脱獄囚と、それを追うヤクザ達。脱獄囚とヤクザとの、ヤクザ達が殺して遺棄してきた死者たち・ヤクザの裏切り者が呼んだ暗殺者たち・囚人を護送していた刑事たちを巻き込んだ血みどろの乱戦が始まった。
次々と地中から蘇る死者達、死んだそばからゾンビとなってふたたび襲い掛かるヤクザや暗殺者達との激闘の末、女とともに生きのびた脱獄囚の目の前に、組織のリーダーを務める謎の男が現れる。二人と女を結ぶ数百年前の因縁に導かれた二人は刀を取り、数百年越しの戦いに決着をつける。

## スタッフ
- 監督：北村龍平
- 脚本：北村龍平 山口雄大
- プロデューサー：進啓士郎
- アソシエイト・プロデューサー：高橋信之
- 撮影：古谷巧
- 編集：掛須秀一
- 特殊メイク：仲谷進
- アクション監督：下村勇二
- 音楽：森野宣彦
- 津軽三味線：吉田健一
- 総合プロデューサー&プロデュース：西村秀雄& WEVCO Produce Company

## キャスト
当て書きで、役名が一切決められておらず、脚本も役名ではなく役者の名前で書かれていた。（）はDVDで表記されているもの。
- 坂口拓……囚人番号KSC2-303（ダークヒーロー）
- 榊英雄……全てを知る不死身の男、ヤクザのリーダー（全てを知る男）
- 三坂知絵子……記憶のない女
- 松田賢二……ナイフ使いのバイセクシャルのヤクザ(レザボア)
- 大場一史……ナイフ使いと懇ろのメガネのヤクザ (レザボア、ガンマニア)
- 松本実……チビで小心なヤクザ（レザボア、赤顔、チビ）
- 新井雄一郎……不死身の男にただ1人忠誠を誓うヤクザ（レザボア）
- 片山武宏……赤い髪の暗殺者（アサシンズ）
- 吉原歩……二挺拳銃の暗殺者（アサシンズ）
- 浅井星光……空手使いの暗殺者（アサシンズ、赤毛）
- 谷門進士……異様な雰囲気の刑事（必殺処刑コップ）
- 増本庄一郎……右手を切断される刑事（必殺処刑コップ）
- 古宮基成……組織への手引きをした脱獄囚
- 渡部遼介……KSC2-303に射殺されたヤクザのサブ・リーダー
- 上赤俊朗……冒頭で惨殺される侍（侍）

## その他
- 当初は『ダウン・トゥ・ヘル』の続編を撮るつもりで撮影していたが、だんだんアイディアなどが浮かんできて『VERSUS』という題名になった。そのためスタッフジャンパーも、初期構想のタイトルであった『Down 2 Hell』と書かれたものが使われた。
- 制作費は3000万円という低予算。
- 本作で主演の坂口拓は撮影中に肋骨を折り、銃のスライドを口で引くシーンで歯が欠けるというアクシデントにあった。しかし第2班監督の山口雄大は「ウソだと思います。彼はそういうトリックがうまいから」と語っている。
- 本作の監督北村龍平は、山口雄大監督の自主制作映画『手鼻三吉と2（トゥワイス）志郎が往く』で坂口拓の笑顔を見て「なんていい笑顔をするんだ!早くこのバカ面野郎を連れて来い!」と言ったという。
- 劇中の坂口拓と松田賢二の殺陣で使われているナイフは本物。最初は銀紙で包んだ偽物を使っていたが第2班監督の山口雄大が「『VERSUS』を見るお客さんがこれ銀紙だとわかるんじゃないかな？」と不安になり、結局本物を使うことになった。坂口本人も「本物でも大丈夫ですよ」と語っていたが内心ドキドキしていたという。
- 昼間だったシーンが突然、夜や夕方になる等、シーンの繋がりが無視されている箇所があるが、監督自らの意思によるものである。
- フランスでは上赤俊朗が演じた、戦国時代にゾンビと闘っていた侍と坂口拓が同一人物であると勘違いされ、上赤俊朗の姿が大きく写ったポスターが制作された。

## 受賞歴
- 東京国際ファンタスティック映画祭2000
- ジェラルメール国際ファンタスティック映画祭2001（フランス）
  - ワールドプレミア上映
- ゆうばり国際ファンタスティック映画祭2001
  - 千葉真一賞、ファンタランド女王賞受賞
- CINEASIA映画祭2001（ドイツ）
  - オープニング上映作品
- JAPAN FILM FESTIVAL（ドイツ）
  - オープニング上映作品（この映画祭で本作の主演坂口拓が主催者から日本刀で何か斬ってくれとリクエストされた時、リンゴを斬ろうとして誤って後ろにあったスクリーンを斬ってしまうというハプニングがあった）
- 日本インディペンデント映画祭
  - 優秀監督賞受賞
- ローマ国際ファンタスティック映画祭（イタリア）
  - 最優秀監督賞受賞
- トロント国際映画祭（カナダ）
  - ミッドナイトマッドネス部門、オープニング作品
  - 北米プレミア上映
- シッチェス国際ファンタスティック映画祭（スペイン）などその他。
- 新藤兼人賞2001・銀賞授賞

## THE ULTIMATE VERSUS-アルティメット・ヴァーサス-
2004年には「ただ、未使用映像を再び使うだけでは物足りない」という監督北村龍平の意思から、本作の追加バージョンが撮影された『THE ULTIMATE VERSUS』が発売された。尚、『VERSUS』と『THE ULTIMATE VERSUS』は別々で発売中である。

### オリジナルとの相違点
- 坂口拓と榊英雄演ずる二人が、黄泉がえりの森で、最後に闘うシーンにおいて、パンチ、キックやグランドでの攻防や足固め、三角締めなどの総合格闘技が新たに加えられている。
- 登場人物達が、大量に現れたゾンビと闘うシーンが、更に追加されている。
- 助っ人に現れた吉原歩、片山武宏、浅井星光の三人の登場シーンが、オリジナル版では、単に車で森までやってきただけだったが、追加撮影では森に現れた三人が、ゾンビとの闘いを繰り広げる流れに変更されている。このシーンの変更に関してはオリジナル版で坂口拓と増本庄一郎が助監督を勤めていたのだが、北村監督が気に入らなかった為である
- 坂口拓がハイパーゾンビ達と闘う場面で、オリジナルでは榊英雄に顔面を貫かれ、以後登場していなかった、片山武宏のハイパーゾンビも再び登場し、坂口拓とムエタイ勝負を行なう。
- その他全体的な色調を変える等、CG、音楽、効果音、特殊メイクなど、当時は予算の都合で不可能であった事などを含め、細かい変更を行なっている。

### その他
- ジャン＝リュック・ゴダール監督もお気に入りの映画で、「アワー・ミュージック」の「地獄編」で映像を引用している。
- 都合により、撮影に参加できなかった下村勇二に代わり、坂口拓がアクション監督をつとめている。
- DVDのみに収録されている山口雄大によるサイドストーリー『ナーバス』も新しく「予算一万円の超大作」と銘打ち『ナーバス２』が新たに撮影され、北村龍平により、そのメイキングも撮影された。
- 坂口拓のみぞおちに榊英雄の蹴りがまともに入り、坂口拓が気絶した様子がDVDの特典映像に収録され、それに触れられた坂口拓が「そのまま引き込んでグランドに引き込めば勝てる」という主旨の発言をしている。